# Panzerkorps
Panzerkorps (em português: Corpo Panzer) foi um tipo de formação militar da Wehrmacht presente na Alemanha Nazista durante a Segunda Guerra Mundial. Este termo foi introduzido em 1941, quando o corpo motorizado (Armeekorps - AK(mot)) foi renomeado para Panzerkorps. Este tipo de formação foi sendo criada ao longo da guerra consoante as necessidades bélicas, existindo tanto no Exército (Heer) como na Força Aérea (Luftwaffe), com a excepção da Marinha (Kriegsmarine).

## Lista de Panzerkorps
Os corpos seguintes eram AK(mot) e mais tarde Panzerkorps ou foram criados como Panzerkorps. As formações da Wehrmacht eram numeradas com numeração romana ou nomes:

### Heer
III ·  IV ·  VII ·  XIV ·  XXIV ·  XXXVIII ·  XXXIX ·  XXXX ·  XXXXI ·  XXXXVI ·  XXXXVII ·  XXXXVIII ·  LVI · 
LVII ·  LVIII ·  LXXVI ·  Feldherrnhalle ·  Großdeutschland · 

### Waffen-SS
I ·  II ·  III ·  IV ·  VII · 